# 992

## Догађаји
- Зима – Супер бљесак са сунца изазива аурору бореалис, са видљивошћу на југу све до Немачке и Кореје.
- Пролеће – Пјетро II Орсеоло, дужд Венеције, закључује уговор са царем Василијем II о превозу византијских трупа, у замену за трговачке привилегије у Цариграду. Млетачки бродови су ослобођени царина у Абидосу (углавном страна роба се превози млетачким бродовима). Млетачки трговци у Цариграду су стављени директно под Великог Логотета (министра финансија).
- 25. мај – Мјешко I, кнез (војвода) Пољана, умире након више од 30 година владавине у Познању. Наслеђује га син Болеслав I Храбри који постаје владар Пољске. Наследивши кнежевину (која се налазила између река Одре и Варте), Болеслав склапа савез са Светим римским царством.
- 27. јун – Битка код Конкереја: Анжујци под командом Фулка III „Црног“, грофа од Анжуа, побеђују снаге Конана I, војводе од Бретање, који је погинуо у бици код Конкереја (Француска).
- Битка на реци Сули. Велики руски кнез Владимир, сазнавши за припреме Печењега за препад на Кијев, кренуо је са својом војском не чекајући напад и победио их. Прва предострожна одбрамбена кампања. Од 992. до 997. године, напади су се дешавали више пута, али су одбијени. У част победе над Печењезима, Владимир је на том месту подигао град Перејаслављ: „јер је донео славу младићу“, и учинио младића оцем великим људима.
- Амбасадори из Чешке Републике стигли су у Кијев.
- Кијевски кнез Владимир Свјатославович покренуо је поход на руско-пољску границу, повезан са ступањем на престо новог кнеза Болеслава I Храброг и осигуравањем за себе руских стечених тековина око 980. године.